# Розлива
Розли́ва — село в Україні, в Новоукраїнському районі Кіровоградської області. Входить до складу Новомиргородської міської громади. Населення становить 148 осіб. Площа села — 165,64 га.

## Географія
Село розташоване в долині притоки Великої Висі — Розливної. На півночі Розлива межує з селом Йосипівка, на півдні через поле — з Костянтинівкою.

## Населення
Згідно з переписом УРСР 1989 року чисельність наявного населення села становила 204 особи, з яких 79 чоловіків та 125 жінок.
За переписом населення України 2001 року в селі мешкало 148 осіб.

### Мова
Розподіл населення за рідною мовою за даними перепису 2001 року:
| Мова       | Відсоток |
| ---------- | -------- |
| українська | 95,95 %  |
| молдовська | 1,35 %   |
| російська  | 1,35 %   |
| гагаузька  | 0,68 %   |
| інші       | 0,67 %   |

## Історія
У 1869 році в селі нараховувалося 47 дворів.

## Інфраструктура
Об'єкти соціальної інфраструктури в селі відсутні.
На захід від Розливи проходить відрізок залізниці між станціями Новомиргород та Капітанівка, але зупинної платформи в селі немає. Відстань до залізничної станції Новомиргород — 3 км, до зупинного пункту Турія — 6 км.

## Відомі люди
- Кваша Василь Миронович (?, с. Розлива — 1922, Лебединський цукрозавод, нині Шполянський район Черкаської області) — військовий і громадський діяч часів УНР; повстанський отаман, командир 2-го куреня Холодного Яру, член окружного повстанського комітету (м. Чигирин, 8 вересня 1920 року).
- Мороз Олексій Никифорович — літературознавець, кандидат філологічних наук